# Ambassade du Cap-Vert en France
L'ambassade du Cap-Vert en France est la représentation diplomatique de la république du Cap-Vert auprès de la République française. Elle est située 3 rue de Rigny, dans le 8e arrondissement de Paris, la capitale du pays. Son ambassadeur est, depuis 2022, António Pedro Alves Lopes.

## Ambassadeurs du Cap-Vert en France
Les ambassadeurs du Cap-Vert en France ont été successivement :
| Date de nomination | Date de nomination | Date de remise des lettres de créance | Date de remise des lettres de créance | Ambassadeur                           |
| ------------------ | ------------------ | ------------------------------------- | ------------------------------------- | ------------------------------------- |
| ?                  |                    | 25 août 1976                          | [ JORF 1 ]                            | Corsino Antonio Fortes                |
| ?                  |                    | 2 décembre 1981                       | [ JORF 2 ]                            | André Corsino Tolentino               |
| ?                  |                    | 25 mars 1985                          | [ JORF 3 ]                            | Carlos Reis                           |
| ?                  |                    | 12 mai 1993                           | [ JORF 4 ]                            | Eugenio Augusto Pinto Inocencio       |
| ?                  |                    | 18 décembre 1995                      | [ JORF 5 ]                            | Rui Alberto de Figueiredo Soares      |
| ?                  |                    | 24 janvier 2000                       | [ JORF 6 ]                            | Maria Luisa Ferro Ribeiro             |
| ?                  |                    | 22 octobre 2001                       | [ JORF 7 ]                            | Arnaldo Ramos                         |
| ?                  |                    | 23 mai 2003                           | [ JORF 8 ]                            | José Armando Filomeno Ferreira Duarte |
| ?                  |                    | 20 février 2014                       | [ JORF 9 ]                            | Fátima Veiga                          |
| ?                  |                    | 18 décembre 2017                      | [ JORF 10 ]                           | Hercules do Nascimento Cruz           |
| ?                  |                    | 22 juillet 2022                       | [ JORF 11 ]                           | António Pedro Alves Lopes             |

## Consulats
Outre la section consulaire de son ambassade à Paris, le Cap-Vert possède des consulats honoraires à Nice et Marseille.